# Cobra (videogioco 1986)
Cobra, anche Stallone: Cobra in copertina, è un videogioco a piattaforme e sparatutto pubblicato nel 1986-1987 per Amstrad CPC, Commodore 64 e ZX Spectrum dalla Ocean Software e tratto dal film Cobra (1986).
Si controlla un poliziotto in borghese in combattimento contro una banda criminale. Nel film è interpretato da Sylvester Stallone, da cui il titolo di copertina. Il genere di gioco venne spesso considerato una variante di Green Beret. Le tre versioni per i tre computer, sebbene basate su idee generali comuni, hanno design differente.

## Trama
Si controlla il poliziotto Marion Cobretti, detto Cobra, che deve liberare la modella Ingrid Knutsen, caduta nelle mani della banda di assassini psicotici capeggiata da "Night Slasher", usando le maniere forti per le strade della città.
Su ZX Spectrum e Commodore 64 l'azione è ambientata successivamente anche in campagna e infine dentro una fabbrica.

## Modalità di gioco
Cobra è un gioco bidimensionale a piattaforme a scorrimento orizzontale. Il protagonista può andare a destra e sinistra, saltare, accovacciarsi e attaccare; inizialmente combatte disarmato, poi può acquisire diverse armi con munizioni limitate, tra cui la mitraglietta con mirino laser usata nel film. Solo su Commodore 64 Cobra può anche arrampicarsi su scale verticali per spostarsi tra i ripiani.
Ci sono più livelli, popolati da molti membri della banda criminale, dotati di diversi tipi di armi, che arrivano in continuazione da ambo i lati. Bisogna raggiungere Ingrid, dopodiché anche lei entra in gioco come personaggio non giocante e non combattente e segue automaticamente Cobra che la deve scortare.
Si dispone di più vite, rappresentate nell'area informativa in basso da guantoni (o da cobra su Commodore 64), forse un riferimento al pugile Rocky Balboa, anch'egli interpretato da Stallone nei film. Il bonus principale è un panino, presumibilmente citazione di una scena secondaria del film, dove Cobra scherza con un grosso hamburger finto.
Le tre versioni del gioco, oltre ad avere level design del tutto diverso, hanno molte differenze generali, descritte di seguito.
Su Commodore 64 Cobra inizialmente combatte a pugni, poi può trovare e raccogliere altre quattro armi a distanza (pistola, pugnale, mitra, granata). Le armi possedute sono mostrate in un inventario a icone e sono selezionabili da tastiera. Altre due icone sono un panino che rappresenta l'energia vitale e proiettili che rappresentano le munizioni dell'arma. Entrambe si dissolvono gradualmente man mano che si consumano, e si possono ricaricare raccogliendo il relativo simbolo.
Oltre ai vari delinquenti a piedi si incontrano nemici in moto e passanti innocenti che non devono essere colpiti e nemmeno toccati.
Ci sono tre livelli: la città, la campagna e la fabbrica (dove si affronta anche Night Slasher), da percorrere da sinistra a destra fino all'arrivo. Ingrid è presente nel primo e nel terzo livello, va incontrata a metà strada ed è invulnerabile.
Su ZX Spectrum Cobra inizialmente combatte a testate. Raccogliendo un panino si può ottenere un'arma alla volta (pugnale, pistola, mitra) oppure l'invincibilità temporanea. Il mitra è il più potente, ma causa anche un maggiore arrivo di nemici. L'arma ottenuta è disponibile per un tempo limitato, rappresentato da una paperella che scompare gradualmente; forse è un riferimento al titolo britannico del romanzo da cui è tratto il film, A Running Duck.
Oltre ai vari delinquenti a piedi, tra cui donne armate di lanciarazzi, si incontrano carrozzine che stordiscono momentaneamente Cobra. Non si ha energia e si perde direttamente una vita se colpiti, ma se si sta accompagnando Ingrid o si ha un'arma si perderanno queste ultime anziché la vita.
I livelli sono sempre tre: la città, la campagna e la fabbrica (dove si affronta Night Slasher come boss finale). Si possono esplorare liberamente a destra e sinistra e sono ciclici (andando sempre da una parte si torna al punto di partenza). Per superare ciascun livello bisogna raccogliere tutti i panini, essere con Ingrid, e uccidere nemici a sufficienza. Bisogna evitare di sparare a Ingrid o se ne andrà e la si dovrà cercare di nuovo.
Su Amstrad CPC Cobra inizialmente combatte a pugni. Raccogliendo un panino si può ottenere un'arma (pugnale, pistola, mitra) o un altro bonus. Le armi ottenute sono mostrate in basso, ognuna con l'indicatore delle sue munizioni, e sono selezionabili.
Oltre ai vari delinquenti a piedi, ci sono finestre da cui si possono affacciare nemici che sparano, oppure ne possono fuoriuscire panini o trappole.
Tra i nemici ricorrenti c'è anche un uccello. I criminali uccisi si spaccano in brandelli.
Cobra ha una riserva di energia per sopportare più colpi, ma non è visibile su schermo.
Ci sono otto livelli, tutti ambientati in città e poco variati. Si possono esplorare liberamente a destra e sinistra e per superarli bisogna uccidere nemici a sufficienza. Dopo i primi livelli si trova Ingrid, che seguirà Cobra fino alla fine.

## Sviluppo
Tutte le tre versioni di Cobra vennero gestite internamente dalla Ocean Software. Il progettista principale era Jonathan Smith, già autore di molti giochi per ZX Spetrum per la Ocean. Smith fu anche il programmatore e il grafico della versione Spectrum, con Martin Galway addetto alla musica.
Smith e Galway in quanto sviluppatori ebbero la possibilità di vedere privatamente il film Cobra mesi prima che uscisse nelle sale. Smith non ne fu molto impressionato, perciò decise di dare al gioco un tono più scherzoso, con vari tocchi umoristici.
Dal lato tecnico si fece uso di particolari accorgimenti per ottenere uno scorrimento molto fluido e notevole per lo ZX Spectrum.
Smith è accreditato come ideatore originale, ma le altre due versioni si devono ad altri sviluppatori e hanno un design piuttosto diverso.

## Accoglienza
Cobra in tutte le versioni incontrò un certo favore del pubblico, mentre la critica europea del suo tempo ebbe reazioni molto variabili.
L'edizione trattata più spesso fu quella per ZX Spectrum, di solito ben vista, con diversi voti equivalenti a 8/10 o più, fino anche al complessivo 93% di Crash e di Zzap!. Sebbene fosse tecnicamente ben realizzato, altre riviste furono più moderate nel giudizio, criticando ad esempio la poca originalità o la poca longevità, e ci furono anche voti di sufficienza o meno.
In retrospettiva, secondo Retro Gamer è ritenuto uno dei migliori giochi della Ocean per lo ZX Spectrum, ed è decisamente il meglio riuscito delle tre versioni.
La versione Commodore 64 fu accolta in modo più variabile e mediamente più negativo. In Italia Radio Elettronica & Computer lo giudicò molto bene e Zzap! lo valutò 71% notandone l'elevata difficoltà, mentre nel Regno Unito Commodore User lo valutò 4/10 e Zzap!64 arrivò a un estremo voto complessivo di 13%.
In retrospettiva, secondo Game Republic è la peggior versione; la realizzazione tecnica non è granché e la difficoltà è elevata anche per via del ritardo di risposta dei comandi. Retro Gamer lo giudica anch'essa molto mal riuscito e troppo difficile.
Anche su Amstrad CPC si varia, da Amstar che lo ritenne un buon gioco anche se poco originale, ad Amstrad Action che lo affossò con un 30%.